# Music of My Mind
Music of My Mind is het vijftiende studioalbum van Stevie Wonder. Het werd op 3 maart 1972 door Tamla Records (Motown) uitgebracht. Op zijn eenentwintigste verjaardag (13 mei 1971) liep zijn contract bij Motown af. Wonder wilde meer artistieke vrijheid en die bereikte hij met een nieuwe overeenkomst met Motown. De muziek van Music of My Mind had hij al opgenomen tijdens de onderhandelingen. Het album wordt veelal beschouwd als de eerste plaat uit zijn 'klassieke periode'. Wonder werkte in deze periode voor het eerst samen met het Britse elektronische-muziekduo Malcolm Cecil en Robert Margouleff, ook wel bekend als Tonto's Expanding Head Band. Deze samenwerking had onder meer tot gevolg dat hij veel gebruik ging maken van synthesizers en de talkbox in zijn muziek introduceerde. Hij bereikte met Music of My Mind de 21ste plaats in de Amerikaanse hitlijst.
In 2003 zette muziekblad Rolling Stone het album op de 284ste plaats in hun lijst van de vijfhonderd beste albums aller tijden.

## Tracklist
| Nr. | Titel                                         | Schrijver(s)                  | Duur |
| --- | --------------------------------------------- | ----------------------------- | ---- |
| 1.  | Love Having You Around                        | Stevie Wonder, Syreeta Wright | 7:21 |
| 2.  | Superwoman (Where Were You When I Needed You) | Wonder                        | 8:04 |
| 3.  | I Love Every Little Thing About You           | Wonder                        | 3:46 |
| 4.  | Sweet Little Girl                             | Wonder                        | 4:54 |

| 1.                 | Happier than the Morning Sun | Wonder                | 5:18 |
| 2.                 | Girl Blue                    | Wonder, Yvonne Wright | 3:35 |
| 3.                 | Seems So Long                | Wonder                | 4:27 |
| 4.                 | Keep On Running              | Wonder                | 6:35 |
| 5.                 | Evil                         | Wonder, Y. Wright     | 3:35 |
| Totale duur: 47:53 |                              |                       |      |

## Musici
- Art Baron - trombone
- Howard "Buzz" Feiten - gitaar
- Malcolm Cecil - synthesizer (Moog)
- Robert Margouleff - synthesizer (Moog)
- Stevie Wonder - mondharmonica, toetsen, zang